# Adjungált (komplex algebra)
Az {\displaystyle A} komplex mátrix adjungáltján (vagy Hermite-féle transzponáltján) elemenkénti konjugáltjának transzponáltját értjük. Az {\displaystyle A} adjungáltját {\displaystyle A^{*}}, vagy Hermite neve után {\displaystyle A^{H}} jelöli, tehát {\displaystyle A^{H}={\bar {A}}^{T}}. Kvantummechanikában előfordul az {\displaystyle A^{\dagger }} jelölés is az adjungált mátrixra.
Érdemes megjegyezni, hogy az egyező név ellenére a fogalom nem analóg a klasszikus adjungálttal. A valós transzponálttal azonban igen, voltaképpen annak kiterjesztése.

## Példa
Legyen {\displaystyle A} a következő mátrix:
{\displaystyle A={\begin{bmatrix}1&-2-i&5\\1+i&i&4-2i\end{bmatrix}}}
Az adjungált kiszámolásához transzponálni kell a mátrixot, tehát
{\displaystyle A^{\operatorname {T} }={\begin{bmatrix}1&1+i\\-2-i&i\\5&4-2i\end{bmatrix}},}
majd pedig minden elemét komplex konjugálni:
{\displaystyle A^{H}={\begin{bmatrix}1&1-i\\-2+i&-i\\5&4+2i\end{bmatrix}}.}
A transzponálás és konjugálás műveletét felcserélve is ugyanazt a mátrixot kapjuk végeredményül.

## Az adjungált tulajdonságai
Legyenek {\displaystyle A} és {\displaystyle B} komplex mátrixok, {\displaystyle c} komplex szám. Ekkor
- {\displaystyle (A^{H})^{H}=A}
- {\displaystyle (A+B)^{H}=A^{H}+B^{H}}
- {\displaystyle (cA)^{H}={\overline {c}}A^{H}}
- {\displaystyle (AB)^{H}=B^{H}A^{H}}.
- {\displaystyle (A^{-1})^{H}=(A^{H})^{-1}}, amennyiben {\displaystyle A} invertálható
- {\displaystyle \det(A^{H})={\overline {\det(A)}}}, amennyiben {\displaystyle A} négyzetes mátrix, ahol {\displaystyle \det } a determinánst jelöli. Ebből következik, hogy az adjungált mátrix sajátértékei az eredeti mátrix sajátértékeinek komplex konjugáltjai.